# Glauconycteris
Glauconycteris — рід ссавців родини лиликових.